# Tatort: Fettkiller
Fettkiller ist ein Fernsehfilm aus der Krimireihe Tatort. Die Folge wurde vom Südwestrundfunk unter der Regie von Ute Wieland produziert und erstmals am 30. Dezember 2007 im Deutschen Fernsehen ausgestrahlt. Es ist die 685. Folge des Tatorts und 43. Episode mit der Ludwigshafener Ermittlerin Lena Odenthal.

## Handlung
Kommissarin Lena Odenthal und ihr Kollege Mario Kopper werden zu einem Verkehrsunfall gerufen. Der Journalist Harald Strauss ist mit seinem Wagen tödlich verunglückt. Der Rechtsmediziner ist sich aber sicher, dass der Mann zum Zeitpunkt des Unfalls bereits tot war. Die spätere Obduktion ergibt als Todesursache einen Herzinfarkt, der durch eine chemische Substanz ausgelöst wurde. Diese wurde ihm offensichtlich in sein Nasenspray gemischt.
Die Durchsuchung seiner Wohnung lässt darauf schließen, dass der Tod des Journalisten mit seiner aktuellen Recherche zu tun hat, denn sein Laptop wurde entwendet. Ansonsten finden die Ermittler nur einen großen Vorrat an Nasenspray, gelbe Pillen in einer Plastiktüte und die Notiz einer chemischen Formel. Diese führt sie zu der Pharmafirma „Aurena“, die an einem sensationellen Fettkiller arbeitet und von der Strauss sehr wahrscheinlich die Formel und die Pillen entwendete, als er dort zuletzt wegen eines Webeauftrags recherchiert hatte. Eine der Probandinnen, die das Mittel vor der zu erwartenden Zulassung testet, ist das Model Kristina Pavlak. Für die Ermittler auffällig, da Strauss mit ihr befreundet war und zuletzt mit ihr telefoniert hatte. Als Odenthal sie aufsucht, fallen ihr enorme Stimmungsschwankungen der jungen Frau auf, die bis zum Verfolgungswahn gehen. Zudem nimmt sie offensichtlich das Medikament noch weiter ein, ohne sich über mögliche Nebenwirkungen Gedanken zu machen. Sie meint als Model schlank sein zu müssen, denn der Druck der Konkurrenz sei groß.
Die wirtschaftliche Bedeutung dieses neuen Präparats ist für die „Aurena“ offensichtlich so groß, dass man dort Testunterlagen manipuliert und Unregelmäßigkeiten unterdrückt hat, um die Zulassung nicht zu gefährden. Odenthal ist klar, dass Harald Strauss das alles herausgefunden hat, aber seine Aufzeichnungen bleiben verschwunden. Während sich Odenthal bisher auf die Firma „Aurena“ konzentriert hat, verstärken sich allmählich die Indizien gegen Kristina Pavlak. Von ihrer Freundin erfahren die Ermittler, dass auch ihr in letzter Zeit der, vermutlich drogenbedingte, Realitätsverlust von Kristina aufgefallen ist, den auch Strauss bemerkt hatte und deshalb gegen die Zulassung des Medikamentes kämpfte.
Odenthal will Kristina zur Rede stellen und trifft sie auf einem hohen Gerüst am Hafen, von dem sie herunterzustürzen droht. Sie gibt zu, nicht mehr ohne den Fettkiller leben zu wollen und können. Deshalb wollte sie verhindern, dass ihr Freund mit seinen Recherchen die Zulassung stoppt.

## Hintergrund
Der Film wurde nach einer Idee von Marc Blöbaum und Elke Schuch vom Südwestrundfunk in Zusammenarbeit mit Maran Film produziert und in Ludwigshafen am Rhein, Baden-Baden und Mannheim gedreht.

## Rezeption

### Einschaltquote
7,01 Millionen Zuschauer sahen die Folge Fettkiller bei ihrer Erstausstrahlung am 30. Dezember 2007, was einem Marktanteil von 20,0 Prozent entsprach. In der werberelevanten Zielgruppe verfolgten 2,25 Millionen Zuschauer die Episode (16,4 Prozent Marktanteil).

### Kritik
Tilmann P. Gangloff kommt bei Kino.de zu dem Urteil, dass Agata Buzek recht „hölzern“ agiere und ihre „knochige Spielweise“ „zudem noch durch gelegentliche stilistische Eigenwilligkeiten des Film [sic!] betont“ werden. „Trotz der beschriebenen Einwände und einiger überraschend unsouverän in Szene gesetzter Momente ein dank der fesselnden kriminalistischen Ebene durchaus sehenswerter ‚Tatort‘.“
Bei Stern.de urteilt Kathrin Buchner: „Von Regisseurin Ute Wieland ist ‚Fettkiller‘ spannend wie schon lange keine ‚Tatort‘-Folge inszeniert und packend wie ein Psychothriller. […] Die Dialoge im Drehbuch von Mario Giordano und Andreas Schlüter geraten allerdings zeitweise zu platt, Floskeln wie ‚Feldzug gegen die Pharmaindustrie‘ oder wir haben nichts zu verbergen‘ hört man leider zu oft in Krimis.“
Die Kritiker der Fernsehzeitschrift TV Spielfilm bewerten diesen Tatort nur mittelmäßig und meinen: „Aufgeblasene Dramatik und bemüht gestylte Optik rauben der Geschichte die Glaubwürdigkeit.“ und er „[l]eidet an übergewichtigen Ambitionen.“